# Leucandra fistulosa
Leucandra fistulosa är en svampdjursart som först beskrevs av Johnston 1842.  Leucandra fistulosa ingår i släktet Leucandra och familjen Grantiidae. Inga underarter finns listade i Catalogue of Life.